# Houthalen-Helchteren

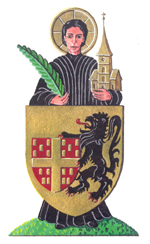
Houthalen-Helchterens vapen

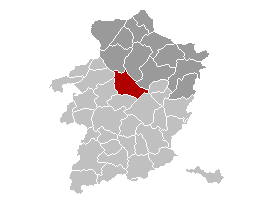
Houthalen-Helchterens läge inom provinsen Limburg

Houthalen-Helchteren är en kommun i provinsen Limburg i regionen Flandern i Belgien. Houthalen-Helchteren hade 29 993 invånare per 1 januari 2008.